# Eleanor Catton
Eleanor Catton, född 24 september 1985 i London i Ontario, är en nyzeeländsk författare och manusförfattare. Hon föddes i Kanada eftersom hennes far doktorerade vid University of Western Ontario. Därefter bodde hon i Yorkshire, varefter familjen flyttade till Canterbury på Nya Zeeland.
Hon gick på Burnside High School och studerade därefter engelska vid Canterbury University. Studier i kreativt skrivande följde vid Victoria University, där hon även tog en mastersexamen i ämnet. Hon romandebuterade med Repetitionen (eng. The Rehearsal), som översattes till svenska 2011. Romanen var Cattons masteruppsats.
Cattons debutroman mottogs väl av kritiker och hon fick även motta flera priser. År 2013 tilldelades hon Bookerpriset för engelskspråkig litteratur för sin andra roman The Luminaries som handlar om guldruschen i Nya Zeeland 1866. Catton är den yngsta författaren någonsin att tilldelas priset.

## Utmärkelser
- 2013 – Bookerpriset för The Luminaries